# Dolophilodes novusamericanus
Dolophilodes novusamericanus är en nattsländeart som först beskrevs av Yong Ling 1938.  Dolophilodes novusamericanus ingår i släktet Dolophilodes och familjen stengömmenattsländor. Inga underarter finns listade i Catalogue of Life.